# Algrøyna
Algrøyna ou Algrøy est une île dans le landskap Sunnhordland du comté de Vestland. Elle appartient administrativement à Øygarden.

## Géographie

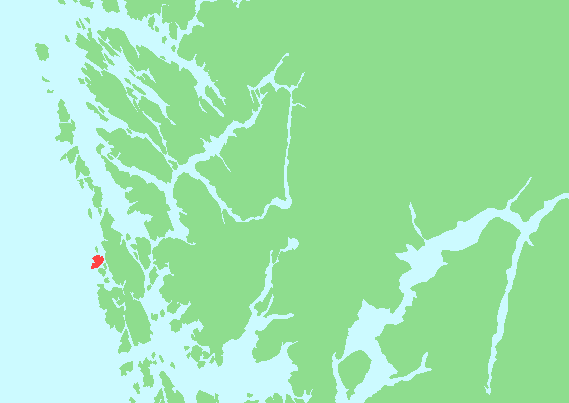
Localisation

Rocheuse et couverte d'une légère végétation, elle s'étend sur environ 4 km de longueur pour une largeur approximative de 3 km. 
Traversée par plusieurs routes, dont la Fv208, elle compte plusieurs habitations. 